# Pablo Iglesias Turrión
Pablo Iglesias Turrión (Madrid, 17 de Outubro de 1978) é um professor universitário, político, escritor, apresentador de televisão e ativista social espanhol.  Foi um dos 5 co-fundadores do partido político de esquerda Podemos em 2014, e seu secretario-geral. Foi eurodeputado entre 2014 e 2015 e deputado no parlamento espanhol entre 2016 e 2020 e vice-presidente e ministro de Direitos Sociais e Agenda 2030 do governo da Espanha.

## Vida pessoal
Pablo Manuel Iglesias Turrión é filho de María Luisa Turrión Santa María, advogada do sindicato Comissões Operárias, e de Francisco Javier Iglesias Peláez, inspetor de trabalho, professor de história aposentado e, segundo Pablo Iglesias, antigo membro da Frente Revolucionária Antifascista e Patriota (FRAP). Por outra parte, o seu avô Manuel Iglesias Ramírez, um socialista humanista, foi condenado a morte pelo franquismo, até que a pena foi comutada para prisão graças aos testemunhos de membros da Falange que desmontaram muitas das acusações que se haviam feito contra ele. É descendente e homônimo doutro líder socialista espanhol, Pablo Iglesias Posse.
Em 2017, casou-se com Irene Montero, política espanhola do também Unidas Podemos e atual ministra da Igualdade da Espanha. Com ela, é pai de três filhos, os gêmeos Leo e Manuel e a caçula Aitana.

## Atividade acadêmica
Pablo Iglesias Turrión é licenciado em Direito e em Ciência Política pela Universidade Complutense de Madrid, onde também obteve o doutoramento em 2008, com uma tese sobre a ação colectiva pós-nacional, o diploma de estudos avançados em ciência política e da administração e o certificado de docência. Outros estudos de pós-graduação realizados incluem um máster em Humanidades (2010) pela Universidade Carlos III com uma tese sobre análise político do cinema, e um Master of Arts in Communication (2011) pelo European Graduate School da Suíça, onde realizou cursos de filosofia dos meios de comunicação e estudou teoria política, cinema e psicanálise. Foi professor titular interino de ciências políticas na Universidade Complutense, sendo nomeado professor honorário da mesma em setembro de 2014. Desde 2002, havia publicado mais de 30 artigos em revistas acadêmicas.

## Ativismo político
Posiciona-se na Esquerda política, militou na Unión de Juventudes Comunistas de España (UJCE) desde os catorze até os vinte e um anos de idade, e foi vogal do Consejo Ejecutivo de la Fundación Centro de Estudios Políticos y Sociales (Fundación CEPS), a qual, segundo os seus estatutos, se dedica «à produção de pensamento crítico e ao trabalho cultural e intelectual para fomentar consensos de esquerdas». Em 2001 participou no movimento antiglobalização, onde defendeu a desobediência civil como forma de luta, e a sua tese de doutoramento versou sobre este tema.
Em Janeiro de 2014 apresentou, juntamente com outras pessoas e colectivos, o movimento de cidadãos Podemos — que em março 2014 se transformaria em partido político com vistas a concorrer às eleições europeias de esse ano e em cujas primárias abertas foi eleito cabeça de lista da candidatura. A sua imagem foi utilizada como logotipo para os boletins de voto eleitorais devido à sua projeção midiática, superior à do partido, o qual suscitou algumas críticas e comentários irônicos nas redes sociais. Finalmente, Pablo Iglesias resultou elegido eurodeputado pela candidatura de Podemos, que logrou cinco lugares no Parlamento Europeu.

Na sua sessão celebrada em 13 de Junho de 2014, a Junta Eleitoral Central acordou que a fórmula utilizada por Iglesias, «sim prometo até que os cidadãos do meu país a cambiem para recuperar a soberania e os direitos sociais», cumpria o requisito previsto no artigo 224.2 da Lei Orgânica do Regime Eleitoral Geral.

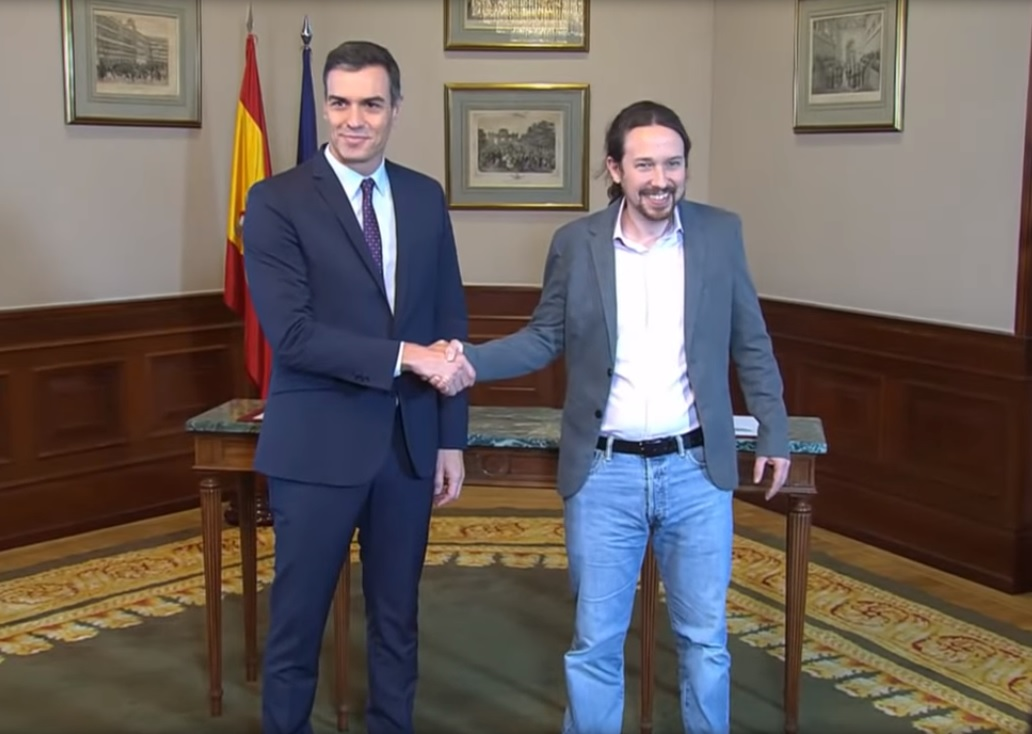
Pablo Iglesias e o presidente espanhol Pedro Sánchez na apresentação do acordo de governo de coalizão entre Unidas Podemos e PSOE, em 12 de novembro de 2019.

Em 25 de Junho de 2014 o Grupo Confederal da Esquerda Unitária Europeia, em que se havia integrado o Podemos, elegeu-o como seu candidato para presidir ao Parlamento Europeu.
Em 27 de outubro de 2015 deixou seu mandato no Europarlamento para focar na campanha das eleições gerais espanholas de 20 de dezembro de 2015. Nelas, Iglesias concorreu como cabeça de lista por Madri. Como resultado, o Podemos tornou-se o terceiro maior grupo parlamentário do Congresso dos Deputados, com 69 deputados.
Após entrave político, não tendo formado governo, novas eleições gerais foram convocadas para 26 de junho de 2016. Em 9 de maio de 2016, Pablo Iglesias e Alberto Garzón, coordenador geral do partido Esquerda Unida, anunciaram um acordo firmado para uma coalizão entre os dois partidos para as eleições daquele ano. A candidatura conjunta possui a denominação de Unidas Podemos e obteve 71 cadeiras no Parlamento.
Ele tem se consolidado como uma liderança antifascista ao criticar o imperialismo americano no país ibérico.
Em 13 de janeiro de 2020, após firmar acordo de governo de coalizão com Pedro Sánchez, do PSOE, tomou posse como vice-presidente de governo da Espanha.
Em Março de 2021 abandonou o executivo para concorrer às eleições regionais de Madrid de Maio de 2021.
Em Maio de 2021, depois do mau resultado que obteve e do sucesso da direita nas eleições regionais de Madrid, Pablo Iglesias, anunciou que se retira da política.

## Atividade nos meios de comunicação
Tem sido articulista de diferentes meios de imprensa escrita, como o Público (onde colabora atualmente), Kaosenlared, Diagonal e Rebelión.
Em Outubro de 2013, foi agraciado pelo Departamento de Periodismo y Comunicación Audiovisual da Universidade Carlos III de Madrid e a coordieadora ONG para a Desarrollo-España com o prêmio «Enfocados» de periodismo pela sua contribuição para o cambio social, que compartiu com Ignacio Escolar e Jordi Évole na categoria individual.
Em 2003, começou um programa na Tele K, La Tuerka. Por causa de problemas com as licenças da Tele K e Canal 33, ambas cadeias começaram a emitir parte de sua programação conjuntamente, e a La Tuerka trasladou-se ao Canal 33 para emitir em direto, emitindo o seu programa em diferido pela Tele K. Em Janeiro de 2013, começou a apresentar um programa similar no canal público iraniano dirigido ao mundo de língua castelhana Hispan TV: Fort Apache.
Em Novembro de 2012 apareceu como analista no programa da La Sexta Columna intitulado «Rajoy año I: La realidad era esto», que analisava o primeiro ano de governo de Mariano Rajoy. Em Maio de 2013, Pablo Iglesias foi convidado no programa El Gato al Agua do Intereconomía para falar sobre a convocatória Rodea el Congreso. Após esta participação, começou a receber solicitações de outros meios de comunicação e passou a ser colaborador habitual nas tertúlias políticas de El Gato al Agua, El Cascabel al Gato, La Sexta Noche, Las Mañanas de Cuatro e 24h Noche.
Estas aparições nos meios de comunicação têm-lhe valido críticas positivas e negativas. Nas positivas, destaca-se a de ter um estilo «respeitoso com os seus adversários de debate».